# Церква святого Євсевія (Рим)
Церква Святого Євсевія (лат. Sancti Eusebii чи італ. Sant’Eusebio all’Esquilino) — титулярна церква на честь римського мученика святого Євсевія.

## Місцезнаходження церкви
Церква Святого Євсевія розташована у північній частині Piazza Vittorio Emanuele II бл. 200 метрів на схід від Есквілінських воріт, у районі XV. Есквіліно в Римі.

## Історія
Церква вперше згадується у 474 році в написах в катакомбах святих Петра і Марцелліна, також відмічена у актах синоду Titulus Eusebii папи римського Симмаха у 499 році.
У 1238 церква була освячена папою Григорієм IX після реконструкції, і присвячена святому Євсевію і святому Вікентію.
Будівлю у 1289 році було подаровано папою  Миколою IV монахам—целестинцям і з 1627 по 1810 роки вона була монастирем.
Стиль романської будівлі XIII століття залишився і при наступних реставраціях. На стелях всередині будівлі знаходяться фрески, що зображують Святого Євсевія (1757), шедевр неокласичного художника  Антона Рафаеля Менгса.
З 8 грудня 1930 у церкві проводяться релігійні зібрання Дочок Божественної Любові Діви Марії (Figlie della Madonna del Divino Amore).

## Титулярна церква
Церква святого Євсевія є титулярною церквою, кардиналом-священиком з титулом церкви Святого Євсевія з 24 листопада 2007 року, є архієпископ Галвестона-Х'юстона Деніел Ніколас Дінордо.